# Ma saison super 8
Ma saison super 8 je francouzský hraný film z roku 2005, který režíroval Alessandro Avellis. Snímek měl světovou premiéru na LGBT filmovém festivalu v Paříži dne 23. října 2005.

## Děj
Paříž na začátku 70. let. V květnu 1968 na studenty obsazené Sorbonně student Marc neúspěšně prosazoval založení LGBT. Jeho nejlepší kamarádka Julie se stále více angažuje ve feministickém hnutí a snaží se navázat dialog s dělnickou třídou.
Tváří v tvář represivní společnosti čeká oba mnoho obtíží, než se jim podaří osvobodit se od heterosexuálních policejních zákazů díky spojení obou skupin – homosexuálů a žen. 
Film je volně inspirovaný historií organizace FHAR a je věnován jejím dvěma vůdcům, Guyi Hocquenghemovi a Françoise d'Eaubonne.

## Obsazení
| Axel Philippon    | Marc          |
| Célia Pilastre    | Julie         |
| Roman Girelli     | André         |
| Antoine Mory      | Stéphane      |
| Magali Domec      | Marguerite    |
| Thierry Barèges   | Vincent       |
| Nicolas Quilliard | Marcův otec   |
| Nicolas Villena   | milenec Julie |
| Jean-Marc Cozic   | komisař       |